# BPER Banca
Die BPER Banca (Banca popolare dell’Emilia Romagna) ist ein italienisches Kreditinstitut mit Sitz in Modena. Das Unternehmen ist an der Borsa Italiana im Leitindex FTSE MIB gelistet. 

## Geschichte
Gegründet wurde es 1867 unter dem Firmennamen Banca Popolare di Modena. 1983 fusionierte das Unternehmen mit der Banca Cooperativa di Bologna. 1992 wurde das italienische Kreditinstitut Banca Popolare di Cesena übernommen, der Name wurde daraufhin in Banca popolare dell’Emilia Romagna geändert. Das Unternehmen hält unter anderem mehr als 75 % der Anteile der Bank.
Zum November 2014 übernahm BPER die Banca Popolare del Mezzogiorno (BPMZ), Banca della Campania (BCAM) und Banca Popolare di Ravenna (BPRA).